# Ondino Viera
Ondino Viera – in Brasilien auch Ondino Vieira – (* 10. September 1901 in Cerro Largo, Uruguay; † 27. Juni 1997 in Montevideo) war ein uruguayischer Fußballtrainer. In seiner langjährigen Karriere gewann er zwischen den 1930er und 1960er Jahren bedeutende Titel mit Vereinsmannschaften in Argentinien, Brasilien, Uruguay und Paraguay. Mit der Nationalmannschaft von Paraguay erreichte er bei der Copa América 1963 den zweiten Platz und bei der Fußballweltmeisterschaft 1966 in England führte er die Nationalmannschaft Uruguays ins Viertelfinale.

## Karriere

### Anfänge in Uruguay und Argentinien
Als Spieler wirkte er abseits des großen Rampenlichtes in der uruguayischen Provinz. Als Trainer führte er 1928 die Auswahlmannschaft des nordost-uruguayischen Departamentos Cerro Largo. 1930 vertiefte er sein Wissen bei einem von Professor Alberto Suppici, dem uruguayischen Weltmeistertrainer von 1930, eingerichteten Kurs bei der Escuela Nacional de Educación Física di Montevideo und schloss mit dem Titel „Prof. de Educación Física“ ab.
1930 wurde Ondino Viera Trainer beim Spitzenverein Nacional Montevideo, dessen letzte Meisterschaft, die elfte der Vereinsgeschichte, aber schon sechs Jahre zurücklag. Unter Viera entwickelte sich die Mannschaft um große Stars jener Ära wie „Feldmarschall“ (Gran Mariscal) José Nasazzi und Héctor Scarone, die auch Teil der uruguayischen Weltmeistermannschaft von 1930 waren, zur Maquina Blanca („Weiße Maschine“). Nach der Vizemeisterschaft 1931 und dem dritten Platz 1932 lag Nacional am Ende der Saison 1933 punktgleich mit CA Peñarol vorne, wenngleich mit der schlechteren Tordifferenz. Diese zählte aber damals nicht und so mussten Entscheidungsspiele her. Diese fanden aber erst 1934 statt. Da Viera aber den Verein vorher verließ, fanden diese, das letzte erst im November 1934, unter seinem Nachfolger, dem Ungarn Imre „Américo“ Szigeti statt, der in diesem Jahr die Meisterschaften von 1933 und 1934 gewann.
Gelegentlich wird Ondino Viera in den Jahren ab 1936 beim CA River Plate in Buenos Aires verortet, wo aber zwischen 1934 und 1938 der Ungar Emérico Hirschl das Szepter schwang und die Meisterschaften von 1936 und 1937 gewann. Es ist aber möglich, dass Viera dort eine andere Funktion als die des Cheftrainers hatte. Andererseits wird berichtet, dass er 1937 Trainer beim Defensor Sporting Club in Montevideo war.

### Erfolge in Brasilien
1938 zog es ihn in die seinerzeitige brasilianische Hauptstadt Rio de Janeiro, wo er bis 1941 auf der Trainerbank des dortigen Spitzenvereines Fluminense FC saß. Dort löste er im November während der Endphase der laufenden Staatsmeisterschaft von Rio de Janeiro seinen an physischer Erschöpfung leidenden Landsmann Carlos Carlomagno ab und wurde damit der dritte Uruguayer in Serie auf der Trainerbank von Fluminense. Er führte den Verein, ohne wesentliche Veränderungen vorzunehmen, zum dritten Titelgewinn in Serie. Des Weiteren gewann er die Turniere der Jahre 1940 und 1941. Das Turnier von 1941 war das erste das nach offiziellen FIFA-Regeln stattfand, das heißt ohne Auswechslungen, ohne Substitution von des Feldes verwiesenen Spielern und zwei Halbzeiten zu je 45 Minuten anstatt wie bis dahin 40 Minuten. In jenen Jahren fanden in Brasilien übrigens noch keine nationalen Wettbewerbe statt. Von den 264 Spielen unter Viera gewann Fluminense 158 und traf dabei 765 Mal, also knapp drei Mal pro Spiel.
1942 wurde er Trainer beim CR Vasco da Gama, der damals noch hinter Fluminense, Flamengo, Botafogo und América FC die Nummer 5 in der Stadt war. Viera führte nicht nur die seither typisch gewordene diagonale Schärpe – inspiriert von River Plate – auf den Trikots von Vasco ein, sondern brachte auch taktische Innovationen wie das 4-2-4 System ein. Auch der ehemalige Boxer Mário Américo schloss sich 1942 Vasco da Gama als Masseur und physischer Betreuer an – er sollte ab 1950 die Nationalmannschaft über sieben Weltmeisterschaften hinweg als physischer Betreuer begleiten und als Faktotum selbst weltweite Berühmtheit erlangen.
Bis 1945 gelang es Ondino Viera eine leistungsstarke Mannschaft zusammenzustellen die keinen Vergleich zu scheuen hatte und dem Klub ungeschlagen die sechste Staatsmeisterschaft der Vereinsgeschichte eroberte. Er legte damit den Grundstein des Expresso da Vitória („Sieges-Express“), als welcher die Mannschaft der Jahre 1945 bis 1952 in die Geschichte einging und profitierte dabei vor allem von seiner Sturmreihe Ademir, Torschützenkönig Lelé, Isaías, Jair da Rosa Pinto und Chico auf Linksaußen. Mitte 1946 nach, dritten Gewinn in Serie des relativ unbedeutenden Stadtturniers Taça da Prefeitura do Distrito Federal wurde Viera von Ernesto Santos abgelöst, der aber erfolglos blieb. In den Jahren darauf sollte es der große Flávio Costa sein der den Verein durch die erfolgreichste Phase seiner Geschichte führte, der gleichzeitig mit Viera das Ende der 1930er Jahre von Izidor Kürschner nach Brasilien importierte WM-System zu einem auf einer irregulären Raute im Mittelfeld basierenden System transponiert hat.
1947 war Ondino Viera bei Botafogo auf der Bank und führte den Klub zu seiner dritten Vize-Staatsmeisterschaft in Serie – hinter Flávio Costas Vasco da Gama. Stars von Botafogo in jenem Jahr waren unter anderem die Stürmer Heleno de Freitas, den Viera ursprünglich loswerden wollte, da er nicht seinen Vorstellungen bezüglich Disziplin und Teamgeist entsprach, und Octávio. Seinem Nachfolger Zezé Moreira sollte 1948 schließlich der langersehnte Titelgewinn gelingen. Viera selbst trainierte von 1948 bis 1949 erneut den Fluminense FC, mit dem er 1948 nach drei Finalspielen gegen Flavio Costas Vasco da Gama die Taça da Prefeitura gewann.
Viera selbst folgte 1950 Zezé Moreiras Bruder Aymoré Moreira als Trainer von Bangu AC nach, wo er bis zum Ende der Staatsmeisterschaft von 1952 im Januar 1953 blieb. Mit dem Verein aus dem Fabrikviertel im Westen der Stadt wurde er 1951 Vize-Staatsmeister von Rio de Janeiro. In den beiden hart geführten Entscheidungsspielen – insgesamt drei Feldverweise – verlor Bangu gegen den Fluminense FC, bei welchem Zezé Moreira mittlerweile trainierte. Beim Torneio Rio-São Paulo erreichte Bangu einen beachtlichen 3. Platz. Star in jener Zeit bei Bangu waren der Nationalspieler Zizinho und Menezes, die gemeinsam 1952 mit jeweils 19 Treffern Torschützenkönige wurden, sowie der Argentinier Rafanelli. Der bekannte Journalist Mário Filho – nach dem das Maracanã offiziell benannt ist – betitelte seinerzeit einen Artikel über den Verein mit „Die neue Größe im Fußball von Rio“. Bei Bangu wurde Tim, den Viera 1951 als Jugendtrainer einsetzte, Nachfolger.
März 1953 trat er in São Paulo bei der SE Palmeiras an, wo er erneut Jair da Rosa Pinto als Spieler hatte. Nachdem Palmeiras aber bereits beim Torneio Rio-São Paulo enttäuschend abschnitt wurde Viera im September während der Spiele um die Staatsmeisterschaft von São Paulo abgelöst. Von Mai 1954 bis Februar 1955 war Viera bei Atlético Mineiro in Belo Horizonte. Er führte den Verein in die entscheidenden Spiele um die seinerzeit noch als Campeonato Municipal de Belo Horizonte abgehaltene Staatsmeisterschaft von Minas Gerais des Jahres 1954. Es war aber seinem Landsmann Ricardo Diéz vorbehalten in schließlich vier Partien gegen den Erzrivalen Cruzeiro Belo Horizonte, die bis in den Mai 1955 reichten, den 17. Meistertitel für Atlético zu sichern.

### Rückkehr nach Uruguay, Nationaltrainer von Paraguay und Uruguay
Noch in jenem Jahr kehrte er nach Uruguay zurück. Mit Nacional Montevideo gewann er bis 1960 mit den Meisterschaften von 1955, 1956 und 1957 einen Hattrick – den dritten der Vereinsgeschichte. 1958 wurde er noch einmal Vizemeister und holte im Juni durch einen 2:1-Sieg im spanischen La Coruña gegen CR Flamengo aus Rio mit Nacional zum ersten Mal die Trofeo Teresa Herrera nach Uruguay.
1963 wechselte er erneut das Land und wurde in Nationaltrainer von Paraguay. Bei der Copa América holte er dabei den zweiten Platz hinter dem Gastgeber und Sensationssieger Bolivien. Anschließend folgte ein Engagement bei Club Guaraní in der Hauptstadt Asunción, mit dem er die Meisterschaft von 1964 gewann, die sechste der Vereinsgeschichte. Dabei legte er den Grundstein zur goldenen Ära des Vereines die bis 1970 anhielt und zwei weitere Meistertitel sowie zwei Vizemeisterschaften einbrachte. 1965 kehrte Viera zurück nach Uruguay und trainierte den CA Cerro in der Hauptstadt Montevideo.
Im Folgejahr wurde er Trainer der uruguayischen Fußballnationalmannschaft. Als solcher debütierte er beim 2:2-Unentschieden gegen die Auswahl Paraguays am 15. Mai 1966 im Rahmen der Copa Artigas. Anschließend begleite er diese durch die Fußballweltmeisterschaft 1966 in England. Bei diesem Turnier wurde er der erste Trainer der im Rahmen einer Weltmeisterschaft seinen eigenen Sohn – den in Brasilien geborenen Milton Viera – auf das Feld schickte. Uruguay trat dabei mit einem 1-4-4-1-System an bei dem ein Libero hinter einer Vierer-Abwehrkette agierte. In der Gruppenphase gelang es Uruguay damit im Eröffnungsspiel des Turnieres dem späteren Sieger England in Wembley ein 0:0 abzutrotzen – das einzige Spiel das England bei diesem Turnier nicht gewann. Mittels eines 2:1-Sieges gegen Frankreich und einem weiteren torlosen Unentschieden gelang Uruguay der Vorstoß in das Viertelfinale, wo der spätere Vizeweltmeister Deutschland mit 4:0 klar gewann. Aus uruguayischer Sicht war dieser Sieg Deutschlands nicht unumstritten. Dem 1:0 in der 12. Minute ging ein absichtlich anmutendes Handspiel von Karl-Heinz Schnellinger voraus. Vor den drei weiteren Treffern der Deutschen verwies der englische Schiedsrichter Jim Finney zwischen der 49. und 54. Minute zwei uruguayische Spieler des Feldes. Nachdem der deutsche Schiedsrichter Rudolf Kreitlein in einer anderen Viertelfinalpaarung beim englischen Sieg gegen Argentinien auch umstritten gepfiffen hatte und damit alle südamerikanischen Mannschaften ausgeschieden waren, kamen einige Verschwörungstheorien auf. 1967 wurde Enrique Fernández Nachfolger von Viera bei der Celeste.
Von Mai bis Juli 1967 trainierte er den CA Cerro aus Montevideo und führte den Verein unter dem Namen New York Skyliners mit mäßigem Erfolg durch die Spiele der amerikanischen United Soccer Association. In der letzten Partie trennten sich die Skyliners und die Houston Stars, hinter deren Namen sich der von seinem früheren Schüler in der Zeit bei Fluminense Martim Francisco, der seither selbst drei Meisterschaften von Rio gewann, trainierte Bangu AC verbarg, 2:2. Martim Francisco beerbte er dann von Anfang August bis Ende September auf der Bank von Bangu.
1969 folgte eine Verpflichtung in der argentinischen Provinz beim CA Colón in Santa Fé, der 1966 erstmals in die Erstklassigkeit aufgestiegen war. In den Jahren 1971, und 1972 hatte Ondino Viera noch Engagements bei den uruguayischen Hauptstadtklubs Liverpool Montevideo und CA Peñarol. Mit Liverpool erreicht er dabei den dritten Platz in der Meisterschaft, das bis dahin beste Ergebnis der Vereinsgeschichte. Bei den Aurinegros fiel seine Premiere auf dem Trainerstuhl am 28. Januar 1972 mit einem 2:0-Sieg über die Boca Juniors im Rahmen der Copa Atlántico Sur ebenfalls positiv aus. Allerdings wurde er dort noch im laufenden Jahr durch Néstor Goncalves ersetzt, nachdem er im Anschluss an die von Mai bis Juni 1972 währenden Tournee der Montevideaner durch Ecuador ein Engagement beim Verein Liga Deportiva Universitaria in Quito annahm. Im Dezember 1974 kam er erneut zu Liverpool Montevideo, den er auch nochmals 1979 trainieren sollte.
Von Ondino Viera ist der Satz „Andere Länder haben ihre Geschichte, Uruguay hat seinen Fußball“ überliefert.
Er wird zusammen mit César Viera als Co-Autor des 2002 erschienenen Buches El futbol: arte de América („Der Fußball: die Kunst Amerikas“) aufgeführt.
Ondino Viera verstarb am 27. Juni 1997 an Herzversagen. Das Parlament von Uruguay würdigte sein Werk.

## Erfolge
- Uruguayischer Meister: (1934), 1955, 1956, 1957
- Paraguayischer Meister: 1964
- Staatsmeisterschaft von Rio de Janeiro: 1938, 1940, 1941, Torneio Extra 1941, 1945
- Copa América: 1963 (2. Platz)